# Козинка (приток Днепра)
Козинка  (укр. Козинка) — правый приток реки Днепр, протекающий по Обуховскому району (Киевская область, Украина).

## География
Длина — 19 км, площадь водосборного бассейна — 76 км². Русло средне-извилистое, шириной 250 м, глубиной 3 м (на 1992 год). Река сообщается с обводнительным каналом. Между рекой и каналом есть множество проток, образовывая многочисленные острова.
Река сильно преобразована из-за антропогенного влияния: сооружение гидротехнических сооружений между руслом реки и Днепром (дамба водохранилища и канал) в связи с заполнением Каневского водохранилища в 1974—1976 года. Отсутствует весеннее половодье, из регулирования водного режима Каневской ГЭС. До 1974 года Козинка являлась одним из многочисленных рукавов Днепра, образованным вследствие русловых процессов: русловая многорукавность.
До антропогенного влияния Козинка ответвлялась от Днепра юго-восточнее современного острова Ольгин и сообщалась временными и постоянными протоками с рукавом Днепра Старик (у истоков) и озёрами. На карте M-36-62-A-a (1937 год) река Конча впадает (с правой стороны) в реку Козинка восточнее современного санатория Октябрь и улицы Старокиевская. Истоки Козинки слились с расширенным после заполнения водохранилища руслом Днепра. Впадала в рукав Старик северо-восточнее современного устья и восточнее села Плюты.
Река берёт начало в северной части пгт Козин (Обуховский район). Река течёт на юго-восток преимущественно по пгт Козин. Впадает в реку Днепр юго-восточнее села Плюты (Обуховский район).
Река используется для нужд рыбоволовства и рекреации.

## Притоки
Нет крупных.

## Населённые пункты
Населённые пункты на реке (от истока до устья):
Обуховский район
1. Козин
2. Рудыки[2]
3. Плюты

## Природа
На территории Козинского поселкового совета и Украинского горсовета (частично) создан Козинский заказник общегосударственного значения, площадью 967 га. Заказник занимает четыре острова между рекой Козинка и обводнительным каналом в пойме Днепра: урочище Зимное и Домаха, восточная часть пгт Козин и восточнее села Плюты.